# Collin Lake 223
Collin Lake 223 är ett reservat i Kanada.   Det ligger i provinsen Alberta, i den centrala delen av landet, 2 800 km nordväst om huvudstaden Ottawa. Collin Lake 223 ligger vid sjön Colin Lake.
Trakten runt Collin Lake 223 är nära nog obefolkad, med mindre än två invånare per kvadratkilometer.